# Stara Tradycja
Stara Tradycja – polskich konkurs dla kapel i młodych wykonawców grających polską muzykę ludową w stylu tradycyjnym, bez aranżacji. Mogą to być muzycy i zespoły, które nie mają jeszcze na swym koncie autorskiej publikacji płytowej.
Konkurs organizowany jest od 2011 przez Fundację Wszystkie Mazurki Świata i odbywa się przeważnie w okresie wiosennym, w trakcie trwania Festiwalu Wszystkie Mazurki Świata. Na koncert finałowy przyjeżdżają zespoły zakwalifikowane do końcowego etapu konkursu. W I etapie selekcji nadesłanych zgłoszeń dokonuje komisja konkursowa, w której składzie zasiadają wiejscy muzykanci z różnych regionów Polski oraz eksperci – badacze polskiej muzyki ludowej, m.in. Ewa Grochowska, Andrzej Bieńkowski, Tomasz Nowak, Marcin Pospieszalski, Piotr Kędziorek, Adam Strug, Janusz Prusinowski. 

## Laureaci konkursu
- 2019 - IX edycja - Akademia Głosów Tradycji, Graniasta, Joanna Gostkowska-Białek, Kapela Batareja, Kapela Fundacji Braci Golec z Jeleśni, Kapela Koźlarska „Drajka”, Kapela koźlarska „Ze sini” Zbąszyń, Oliwia Spychel, US Orchestra (Ukrainska Silska Orchestra), Zespół Śpiewaczy Kawęczyn[2];
- 2018 - VIII edycja - kapela "Bały się dud" z Beskidu Żywieckiego, kapela "Ciśnienie" z muzyką z Powiśla Maciejowickiego, zespół śpiewaczy "Magurzanki" z Łodygowic, "Formacja Kozioł" z lubuskiego, Kapela "Duchac" z Suchej Beskidzkiej, Kapela kozła ślubnego ze Zbąszynia, Kapela "O!statki", zespół śpiewaczy "Makowska/Kozłowska/Balewicz", Młodzieżowa Kapela Ludowa "Młoda Harta", kapela "Raraszek" z Krakowa[3];
- 2017 - VII edycja - PODHALANIE, Kapela Biskupiańska z Bukownicy, Pieśni do śmierci, 9 SIYŁ, Napięcie, Kapela Mateusza Pytkowskiego, Męska Grupa Śpiewacza RYKI, Tadirindum, Patrycja Zisch, Michał Zawada, Piotr Szczotka, Kapela Fundacji Braci Golec z Milówki, Marcin Lićwinko/Grzegorz Jurguć;
- 2016 - VI edycja -

| Rok  | Edycja | I miejsce                                                        | II miejsce                                                        | III miejsce                                                                               |
| ---- | ------ | ---------------------------------------------------------------- | ----------------------------------------------------------------- | ----------------------------------------------------------------------------------------- |
| 2015 | V      | Kapela Dudziarzy Wielkopolskich CK Zamek                         | Andrzej Gut-Mostowy                                               | ex aequo: Kacper Ciaś i Kapela Muzyka Orawska                                             |
| 2014 | IV     | ex aequo: Kapela Biskupianie z Domachowa, Kapela DiaBuBu z Łodzi | Kapela Piotra i Pawła ze Stęszewa                                 | ex aequo: Jakub Tlałka z Przyborowa, Kapela Przewłockiego z Gdańska                       |
| 2013 | III    | Jan Malisz i Dzieci z Małopolski                                 | ex aequo: Południce z Podlasia, Pieśni Odzyskane z Dolnego Śląska | Duet śpiewaczy z Murzasichla na Podhalu                                                   |
| 2012 | II     | Sebastian Lesiak z Wygnanowa                                     | Kapela Gęsty Kożuch Kurzu z Łodzi                                 | ex aequo: Kapela Kocirba z regionu lasowiackiego, Artur Witczak - dudziarz z Wielkopolski |
| 2011 | I      | Kapela Adama Kaisera z Wielkopolski                              | Kapela Niwińskich z Otwocka                                       | Kapela Zdrowie Pięknych Pań z Wrocławia                                                   |

## Nagroda publiczności
Od 2012 roku podczas koncertu finałowego przyznawana jest nagroda publiczności. 
| Rok  | Edycja | Nagroda Publiczności             |
| ---- | ------ | -------------------------------- |
| 2012 | II     | Poszukiwacze Zaginionego Rulonu  |
| 2013 | III    | Jan Malisz i Dzieci z Małopolski |
| 2014 | IV     | kapela DiaBuBu z Łodzi           |
| 2015 | V      | Mała Kapela Braci Golec          |

## Nagrody
Dla zwycięzcy konkursu nagrodą jest zaproszenie do gościnnego występu podczas jednego z koncertów na Festiwalu Nowa Tradycja organizowanego przez Program II Polskiego Radia. Spośród laureatów konkursu wybrani zostaną uczestnicy tegorocznej edycji Ogólnopolskiego Festiwalu Kapel i Śpiewaków Ludowych w Kazimierzu nad Wisłą w kategorii „Folklor rekonstruowany”.
W III edycji konkursu po raz pierwszy przyznano nagrody pieniężne w wysokości 2000 zł - I miejsce, 1500 zł - II miejsce oraz 1000 zł - III miejsce.